# Сакраула
Сакраула (груз. საკრაულა) — село в Грузії.
За даними перепису населення 2014 року в селі проживає 242 особа.